# Jan Zieja

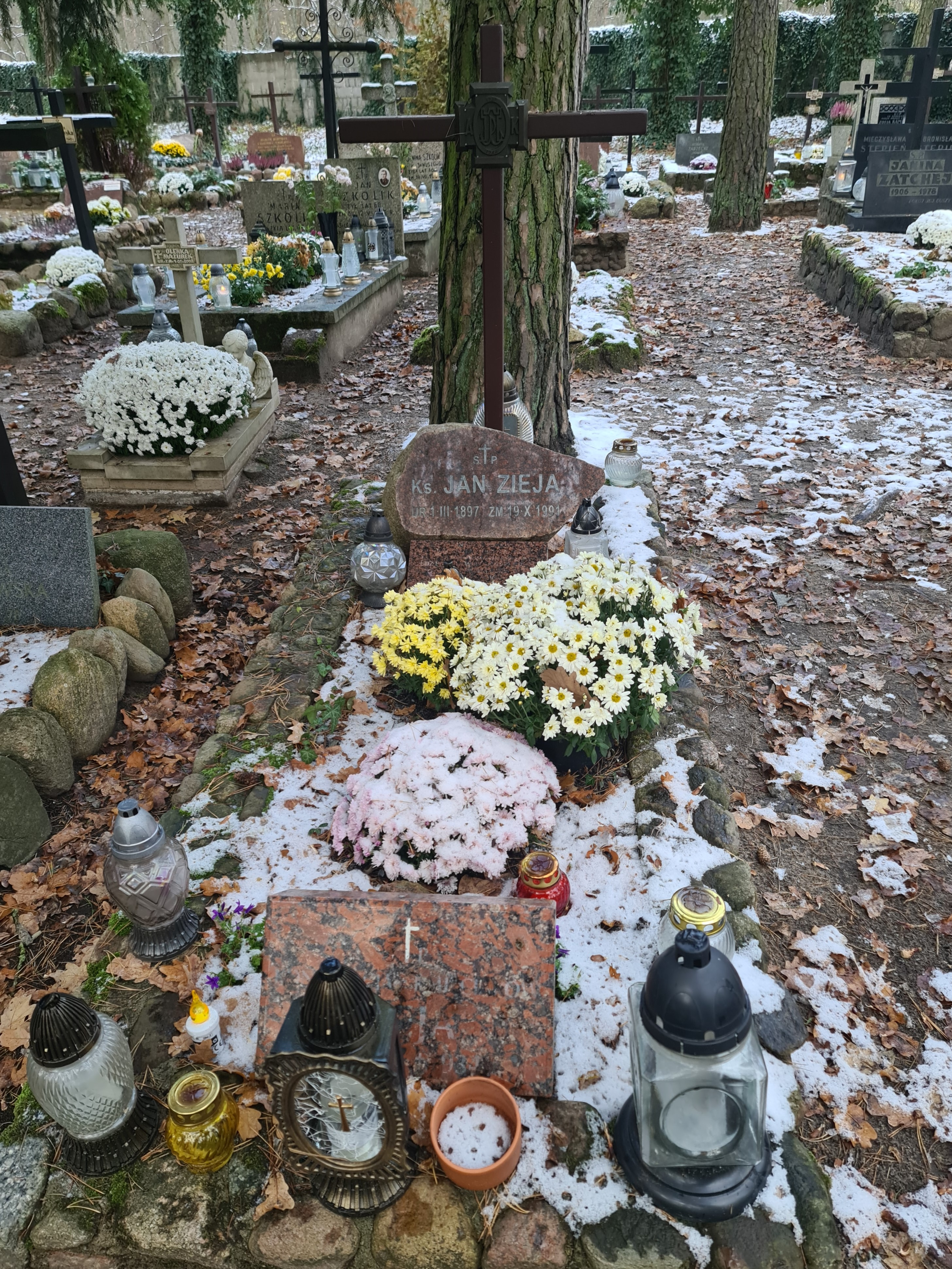
Grób ks. Jana Ziei na cmentarzu leśnym w Laskach

Jan Zieja (ur. 1 marca 1897 w Ossie, zm. 19 października 1991 w Warszawie) – polski duchowny, działacz społeczny, tłumacz, publicysta i pisarz religijny, uczestnik wojny z 1920, obrony z września 1939, kapelan Szarych Szeregów i AK (ps. Wojciech, Rybak), uczestnik powstania warszawskiego, działacz opozycji demokratycznej w PRL, podpułkownik WP, współzałożyciel Komitetu Obrony Robotników i Komitetu Samoobrony Społecznej „KOR”.

## Życiorys
Był synem ubogich rolników z Kielecczyzny, jednakże od najmłodszych lat wykazywał szczególne zainteresowanie nauką. W 1905, dzięki pomocy proboszcza Antoniego Aksamitowskiego z rodzimej wsi, a także stypendium udzielonego przez jednego z właścicieli ziemskich, mógł rozwijać się w tym kierunku i to mimo sprzeciwu ojca, który uważał, że edukacja nie jest konieczna do prowadzenia gospodarstwa. W tym samym roku Zieja był świadkiem wydarzeń rewolucji 1905 roku: marszów narodowych, odbywających się m.in. pod przewodnictwem księdza Aksamitowskiego, który za pochód na groby powstańców styczniowych został aresztowany przez władze. W 1907 Jan Zieja podjął naukę w warszawskim gimnazjum im. Chrzanowskiego, którą następnie wznowił w roku 1910, po dwuletniej przerwie spowodowanej problemami finansowymi, w warszawskim gimnazjum im. Stanisława Kostki.
Już w okresie szkolnym udzielał się społecznie – był harcerzem, brał czynny udział w wydawaniu i kolportażu pisma „Lud Polski” oraz wstąpił do Narodowego Związku Chłopskiego. W roku 1915 ukończył gimnazjum, lecz z powodów politycznych nie uzyskał świadectwa maturalnego.
Mimo to, w tym samym roku wstąpił do seminarium duchownego w Sandomierzu. 5 lipca 1919 uzyskał z rąk biskupa Mariana Ryxa święcenia kapłańskie. W tym samym roku podjął studia teologiczne na Uniwersytecie Warszawskim. Podczas wojny polsko-bolszewickiej w 1920 zgłosił się na ochotnika do wojska jako kapelan. Służbę tę pełnił w 8 Pułku Piechoty Legionów. W Wojsku Polskim został mianowany kapelanem rezerwy ze starszeństwem z dniem 1 czerwca 1919. Po wojnie wznowił studia. W 1922 spędził pół roku w Rzymie, studiując tam w Instytucie Biblijnym i Wschodnim. Zwieńczeniem okresu studiów było uzyskanie absolutorium (bez tytułu naukowego).
W latach 1923–1928 pełnił funkcje kościelne w parafiach w Radomiu, Zawichoście i w Kozienicach. Podjął również próbę życia zakonnego w zgromadzeniu oo. kapucynów, jednakże po 3 miesiącach zrezygnował. W roku 1928 przeniesiony do diecezji pińskiej, gdzie pełnił funkcję m.in. kapelana tamtejszego biskupa, oraz sekretarza generalnego diecezjalnej Akcji Katolickiej.
W latach 1932–1934 studiował judaistykę na Uniwersytecie Warszawskim. Po odbyciu studiów, wrócił do Pińska, gdzie został wykładowcą katechetyki w Wyższym Seminarium Duchownym oraz pełnił rolę wizytatora nauczania religii w szkołach znajdujących się na terenie diecezji. Został również kapelanem ss. urszulanek w Mołodowie.
W roku 1939 zmobilizowany do wojska, dostał przydział na kapelana w 84. pułku Strzelców Poleskich. Po kapitulacji trafił do Lasek, gdzie na krótko został kapelanem tamtejszego zakładu dla ociemniałych. 10 listopada 1939 w Kościele Garnizonowym przy ul. Długiej w Warszawie przyjmował uroczystą przysięgę organizatorów Tajnej Armii Polskiej – jednym z nich był Witold Pilecki. W czasie okupacji przebywał w Warszawie. W tym okresie pełnił funkcje duszpasterskie w organizacjach konspiracyjnych: był kapelanem przy Komendzie Głównej AK, Szarych Szeregów oraz Batalionów Chłopskich. Współpracował z Frontem Odrodzenia Polski oraz Radą Pomocy Żydom „Żegota”, której dostarczał katolickie metryki chrztu, konieczne do zmiany tożsamości ukrywających się ludzi.
W trakcie powstania warszawskiego był kapelanem pułku „Baszta” walczącego na Mokotowie. Po upadku powstania trafił do obozu przejściowego w Pruszkowie, a następnie został wywieziony na roboty do Niemiec.

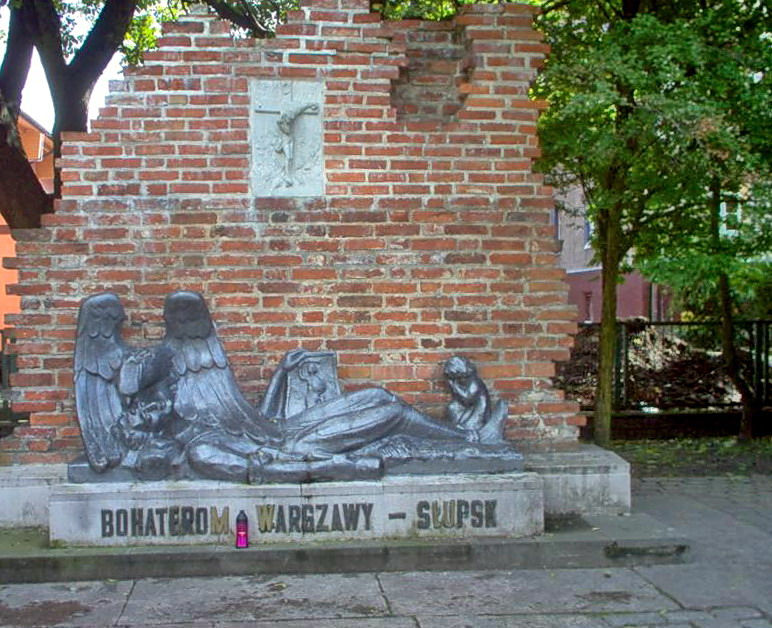
Pomnik Powstania Warszawskiego w Słupsku

Po zakończeniu wojny trafił na Ziemie Odzyskane, do Słupska. W latach 1945–1949 wypełniał różne funkcje kościelne w tamtejszych parafiach, aktywnie włączając się również w działalność charytatywną (organizacja Domu Matki i Dziecka, kuchni dla ubogich) oraz społeczną (utworzenie biblioteki, Uniwersytetu Ludowego, oraz pierwszego i jedynego przez długi czas pomnika Powstańców Warszawskich).
Następnie powrócił do Warszawy i podjął pracę proboszcza w parafiach na Woli i na Jelonkach. Od 1950 do 1959 pełnił funkcję rektora kościoła ss. wizytek. Od roku 1960 z powodów zdrowotnych zajął się głównie pracą pisarską i duszpasterską. Odtąd znajdował się pod opieką ss. urszulanek w domu przy ul. Wiślanej 2 w Warszawie. W grudniu 1975 był sygnatariuszem protestu przeciwko zmianom w Konstytucji Polskiej Rzeczypospolitej Ludowej (List 59). Choroba nie przeszkadzała mu w udzielaniu się w życiu społecznym: był jednym z założycieli KOR w 1976 (był przewodniczącym Rady Funduszu Samoobrony Społecznej „KOR”) – jego podpis widnieje pod słynnym „Apelem do społeczeństwa i władz PRL” z 22 września 1976 – a następnie Ruchu Obrony Praw Człowieka i Obywatela w 1977, z której to organizacji wystąpił natychmiast po jej zawiązaniu, czyli tuż po konferencji, na której został wymieniony z nazwiska przez Leszka Moczulskiego, na co nie było zgody. Brak akceptacji wynikał także z protestu wobec nadużywania nazwiska Józefa Rybickiego do uwiarygodnienia ROPCiO, wbrew wiedzy i woli tego działacza KOR. Do końca swojego życia był sympatykiem NSZZ „Solidarność”, wspierał duchowo jej członków.
Został pochowany na cmentarzu w Laskach.

## Publikacje
- Katechizm życia chrześcijańskiego (1949)
- Zasady życia chrześcijańskiego (1960)
- Światłość świata – Życie Jezusa Chrystusa i Jego uczniów opowiadane słowami Ewangelii i Dziejów Apostolskich (1961)
- Przyjdź, Panie! Ewangelia i życie (1966)
- Życie religijne (1967)
- Liturgia życia (1975)
- Wierzę. Katechizm (1979)
- Życie Ewangelią (1991) (spisana przez Jacka Moskwę)

## Odznaczenia
- Krzyż Srebrny Orderu Wojennego Virtuti Militari
- Pośmiertnie, postanowieniem prezydenta Lecha Kaczyńskiego z 21 września 2006, za wybitne zasługi dla niepodległości Rzeczypospolitej Polskiej, za działalność na rzecz przemian demokratycznych w kraju, został odznaczony Krzyżem Wielkim Orderu Odrodzenia Polski[11], który przekazany został 23 września tego roku, w czasie uroczystości z okazji 30 rocznicy powstania Komitetu Obrony Robotników[12]
- Krzyż Komandorski Orderu Odrodzenia Polski (1989)[13]
- Krzyż Walecznych
- Warszawski Krzyż Powstańczy
- Krzyż za udział w Wojnie 1918–1921 (1990)[14]

## Uzyskane tytuły kościelne
- prałat honorowy Jego Świątobliwości papieża Jana XXIII
- kanonik teolog Kapituły Katedralnej Pińskiej

## Upamiętnienie
- Patron Młodzieżowego Ośrodka Wychowawczego im. ks. Jana Ziei w Kolonii Ossa[15]
- Powstał film dokumentalny pt. W duchu i w prawdzie (1992)[16]
- Zieja film biograficzny w reżyserii Roberta Glińskiego z 2020. W jego rolę wcielili się dwaj aktorzy: Mateusz Więcławek i Andrzej Seweryn[17]
- Książka pt. Niewygodny prorok. Ks. Jan Zieja. Biografia autorstwa Jacka Moskwy, Wydawnictwo Znak, 2020[18]